# Доктор Циклоп

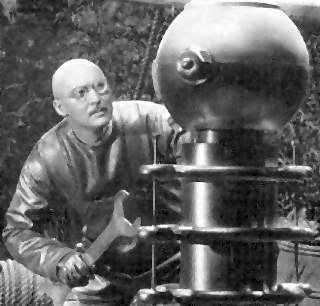
Альберт Деккер в роли безумного учёного доктора Торкела

«Доктор Циклоп» (также иногда в русскоязычных источниках как «Доктор Циклопус») (англ. Dr. Cyclops) — американский научно-фантастический фильм ужасов 1940 года.

## Сюжет
Безумный учёный доктор Торкел одержим идеей уменьшить в размерах всех людей на Земле, чтобы снизить негативное воздействие человечества на окружающую среду. Его лаборатория находится глубоко в джунглях Перу, именно туда он вызывает своих коллег-биологов докторов Мэри Робинсон и Руперта Булфинча. С ними прибывают ещё два человека: минералог Билл Стоктон и местный житель Стив Бейкер, который якобы хочет убедиться, что о его наёмных мулах хорошо заботятся (на самом деле он подозревает, что Торкел обнаружил золотоносную шахту).
Когда они прибывают, Торкел просит учёных описать образец под микроскопом, поскольку у него, якобы, слишком слабое зрение, чтобы сделать это самому. Билл идентифицирует загрязнение кристаллами железа, к большому удовлетворению Торкела. Затем, к их удивлению, хозяин лаборатории благодарит всех и просит уехать. Оскорбленные тем, что они преодолели тысячи километров впустую, группа разбивает лагерь прямо у лаборатории и настаивает на том, чтобы учёный рассказал им больше о своих исследованиях. Исследуя окрестности, Стив обнаруживает, что местность богата смоляной обманкой — рудой урана и радия. Доктор Торкел разъярён любопытством гостей, но сдерживает себя, осознавая их численное преимущество. Он рассказывает, что проводит эксперименты по уменьшению живых существ (демонстрируя крохотную лошадь), используя излучение из месторождения радия в глубокой шахте. Торкел приглашает прибывших и своего помощника Педро Кароса осмотреть его аппарат, а затем запирает их всех в своей радиационной камере, где и усыпляет людей.
Очнувшись, пятеро обнаруживают, что стали ростом в 12 дюймов (ок. 30 см). Компании удаётся сбежать от Торкела, но их поджидают другие опасности, в частности, кот учёного по кличке Сатанус. На переговоры с безумным учёным отправляют Булфинча; прямо во время беседы биолог начинает возвращаться к своим нормальным размерам, и Торкел понимает, что эффект его изобретения — временный. Он хладнокровно убивает Булфинча, пока это несложно сделать, и отправляется на охоту за остальными, чтобы они не смогли обратиться к властям. Четверо выживших пробиваются сквозь джунгли и начинают сражение с дикой природой. Добравшись до реки, они пытаются спустить на воду маленькую лодку Педро (всё ещё огромную для них), но на них нападает кайман. Вскоре доктор Торкел, используя пса своего помощника, находит беглецов. Тогда Педро отвлекает внимание безумца от друзей на себя, и Торкел убивает его. После этого уцелевшие прячутся в одном из ящиков с образцами и незамеченными возвращаются в лабораторию.
Пока Торкел выходит на улицу, чтобы проверить свою машину, Билл, Стив и Мэри готовятся убить его из его же собственного дробовика, когда тот ляжет в кровать. Однако учёный засыпает прямо за рабочим столом. Тогда миниатюрные люди прячут его запасные очки, затем Стив крадёт очки, которые Торкель положил на стол, умудряясь разбить одну линзу, отчего безумец просыпается. Снова начинается погоня: Торкел преследует троицу до шахты, где ненадёжно повисает на веревке, когда доска, на которой он лежал, ломается. Стив перерезает веревку, Торкел падает и разбивается насмерть.
Несколько месяцев спустя все трое возвращаются к цивилизации, восстановленные до своих первоначальных размеров. Билл и Мэри готовятся к свадьбе.

## В ролях
В порядке перечисления в титрах
- Альберт Деккер — доктор Торкел, безумный учёный
- Томас Коли — Билл Стоктон, минералог
- Дженайс Логан[англ.] — доктор Мэри Робинсон, биолог
- Чарльз Хэлтон — доктор Руперт Булфинч, биолог
- Виктор Килиан — Стив Бейкер
- Фрэнк Яконелли[англ.] — Педро Карос, помощник доктора Торкела
- Пол Фикс[англ.] — доктор Мендоза
- Фрэнк Рейхер[англ.] — профессор Кендалл

## Производство и показ
«Доктор Циклоп» стал первым американским фильмом ужасов, снятым в полном трёхплёночном Техниколоре. Правдоподобности цветовых эффектов режиссёр уделил особое внимание. Ответственными за спецэффекты были известные мастера  и Гордон Дженнингс.
Также «Доктор Циклоп» — первый американский цветной фильм ужасов за семь лет, со времён «Тайны музея восковых фигур».
Премьера фильма состоялась 12 апреля 1940 года в Нью-Йорке. Позднее в том же году лента была показана в кинотеатрах (хронологически) Ирландии, Аргентины, Мексики и Швеции; в 1941 году — Финляндии и Португалии. В 1953 году картина впервые была продемонстрирована во Франции, в ФРГ — в 1977 году (по телевидению).
Сразу после премьеры фильма начинающий писатель-фантаст Генри Каттнер написал одноимённый рассказ, адаптирующий сюжет ленты для читателя. Он пришёлся по душе редакторами, и уже в июне 1940 года был напечатан в pulp-журнале Science Wonder Stories.
В 2007 году фильм впервые вышел на DVD: Universal Pictures Home Entertainment выпустила его на одном диске с картинами «Неизвестная земля» (1957), «Женщина-пиявка» (1960), «Смертельный богомол» (1957) и «Культ кобры» (1955).

## Критика
- Variety дал фильму отрицательный отзыв, назвав его «скучным, тупым, тусклым, вялым» (англ. dull) и раскритиковав его «режиссуру, сюжет и беспорядочные идеи»[8].
- TV Guide дал картине две из четырёх возможных звёзд, отметив «новые» спецэффекты фильма, но посчитав, что лента «упустила возможность исследовать свою тему»[9].
- Time Out отнёсся к «Доктору Циклопу» достаточно благосклонно, написав: «Увлекательная фантазия с блестяще выполненными (хотя в основном довольно лишёнными воображения) спецэффектами, которые отсылают нас к „Дьявольской кукле“ и „Невероятному уменьшающемуся человеку“. Разочарование вызывает скучный актёрский состав второго плана, но привлекает бледный трепетный Техниколор»[10].
- Деннис Шварц, Ozus' World Movie Reviews: «Этот фильм — один из тех плохих фильмов, которые хороши тем, что в них так весело, а его примечательные «трюковые съёмки» эффективно используются для ослепительных спецэффектов — задолго до появления CGI»[11].
- Писатель Джон Броснан[англ.]: «Это динамичный, изобретательный фильм, хотя диалоги ужасны, а актёрская игра ничем не примечательна, за исключением работы Альберта Деккера… Спецэффекты заслуживают упоминания, поскольку они искусно придуманы и довольно убедительны, но фильм также примечателен двумя непреднамеренными ссылками на войну, которая вот-вот должна была поглотить мир и закончиться перспективой ядерного апокалипсиса… Доктор Торкел своей бритой головой и толстыми круглыми очками напоминает карикатуру военного времени на „мерзкого япончика“»[12].

## Награды и номинации
- 1941 — «Оскар» в категории «Лучшие визуальные эффекты» — номинация[13].
- 2016 — «Ретро-Хьюго» в категории «Лучшая постановка» — номинация.
- 2021 — «Сатурн» в категории «Лучшее DVD-издание классического фильма» — победа.